# 의령 보리사지
의령 보리사지(宜寧 普堤寺址)는 대한민국 경상남도 의령군 가례면 갑을리에 있는, 신라시대의 절 터이다. 1997년 12월 31일 경상남도의 기념물 제190호로 지정되었다.

## 개요
의령 보제사터는 절의 유래나 규모가 알려져 있지 않은 절터로, 막연히 신라시대의 절이라고만 전한다. 다만 남아 있는 축대의 규모나 이곳에서 출토되어 동아대박물관에서 소장하고 있는 금동불여래입상 등으로 미루어 볼 때 절의 규모는 상당히 컸을 것으로 추정한다.
이곳은 현재 논밭으로 개간되거나 대밭으로 이용되고 있다. 절 건물의 축대로 사용하였던 축대석과 건물의 기둥 받침돌로 사용하였던 주춧돌이 일부 남아 있다.

## 참고 문헌
- 의령 보리사지 - 국가유산청 국가유산포털